# 萨格雷拉街

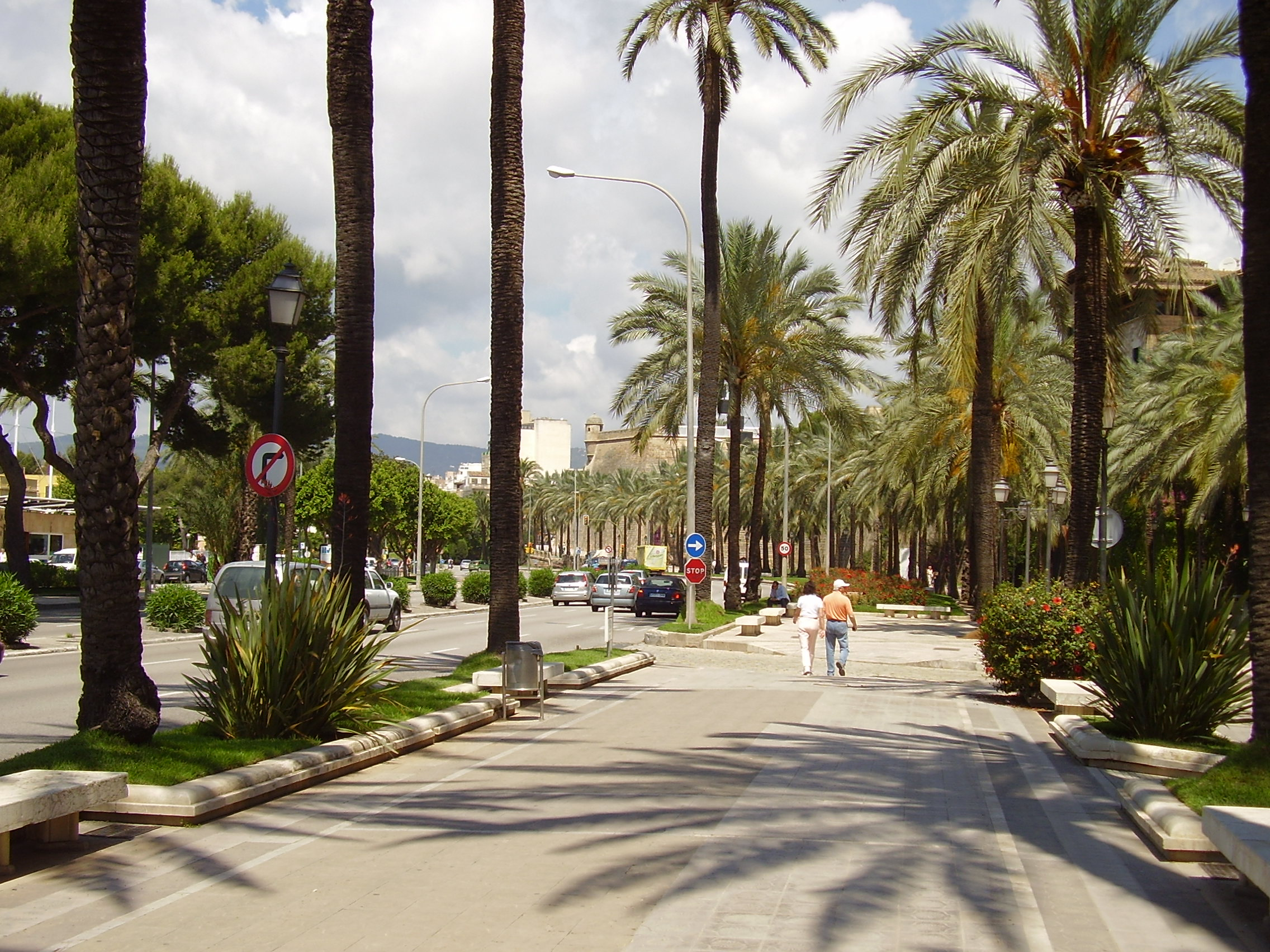

萨格雷拉街（加泰罗尼亚语: Passeig Sagrera；西班牙语：Paseo Sagrera）是西班牙巴利阿里群島自治區首府马略卡岛帕尔马的一条街道，长500米。它建于1910年，是为巴利阿里地区展览会而建。这条街从安东尼奥·毛拉大道（Av.Antonio Maura）的开始延伸，沿着旧码头（Muelle Viejo），到里埃拉急流（Torrente de la Riera）。

## 建筑
萨格雷拉街沿街建筑包括：
- 帕尔马隆哈（Lonja de Palma de Mallorca）
- 海上领事馆（Consolat de Mar）

这条街道得名于吉勒姆·萨格雷拉（Guillem Sagrera），是这条街上一座哥特式建筑的建筑师。